# エスタディオ・アルフレド・ハルプ・ヘルー
エスタディオ・アルフレド・ハルプ・ヘルー（西: Estadio Alfredo Harp Helú）は、メキシコの首都メキシコシティ・イスタカルコ区にある野球場。リーガ・メヒカーナ・デ・ベイスボル（LMB）のメキシコシティ・レッドデビルズ（ディアブロス・ロホス・デル・メヒコ）のホーム球場である。メジャーリーグベースボールのMLBメキシコシティシリーズの試合会場としても使用される。

## 概要
2019年3月23日開場。球場名はメキシコシティ・レッドデビルズのオーナーであるレバノン系メキシコ人実業家のアルフレド・ハルプ・ヘルーに由来する。スペイン語では通常「H」を発音しないが、外国姓である「Harp Helú」については基本的に発音する。
標高2240メートルの高地にあり空気抵抗が少ないため打球が飛びやすく、一般的な球場と比較して飛距離が20メートル伸びるというデータもある。
メキシコシティ・レッドデビルズの女子ソフトボールチーム（LMS所属）も同球場を本拠地としている。

## 歴史
2019年3月23日のオープニングセレモニーではメキシコシティ・レッドデビルズとサンディエゴ・パドレスのエキシビションゲームが行われ、始球式ではロペス・オブラドール大統領が投手を、アルフレド・ハルプ・ヘルーが捕手を務めた。
国内野球リーグ（LMB）の最初の公式戦は2019年4月5日のキンタナロー・タイガース戦で、メキシコシティ・レッドデビルズが14-8で勝利した。公式戦第1号ホームランは、東北楽天ゴールデンイーグルスでも活躍したメキシコシティ・レッドデビルズのジャフェット・アマダーが記録した。
MLBメキシコシティシリーズの最初の試合として2020年4月にサンディエゴ・パドレス対アリゾナ・ダイヤモンドバックス戦が2試合予定されていたが、新型コロナウイルスの感染拡大により中止となった。
3年後の2023年4月29日・30日に、改めてMLBメキシコシティシリーズのサンディエゴ・パドレス対サンフランシスコ・ジャイアンツの試合が実現した。これはメキシコシティで開催された史上初のMLB公式戦となった。第1戦は両チーム合わせてMLBタイ記録となる10選手から計11本のホームランが飛び交う乱打戦となり、16-11でサンディエゴ・パドレスが勝利した。第2戦はサンディエゴ・パドレスのダルビッシュ有が先発。先頭打者を含む3本のホームランを浴びたが、6回4失点9奪三振で勝敗はつかなかった。この試合でダルビッシュは「簡単にホームランになってしまうので最初はびっくりした」とコメントしている。試合は6-4でパドレスが勝利した。
2023年12月7日、翌年に開幕する女子ソフトボールリーグ、リーガ・メヒカーナ・デ・ソフトボルの初年度のドラフト会議が実施された。オリンピアン2人をはじめ、6チームから計120人の選手が指名された。